# Casio
Casio Computer Co., Ltd. (カシオ計算機株式会社?, Kashio Keisanki Kabushikigaisha, pronuncia italiana /ˈkazjo/, pronuncia giapponese [kaɕio]), è una società che produce prodotti elettronici. Fondata nel 1946, la sede è situata a Tokyo.
Casio è conosciuta per le sue calcolatrici, orologi, fotocamere, videoproiettori, telefoni cellulari, apparecchiature audio e strumenti musicali elettronici, tra cui tastiere elettroniche, pianoforti digitali e sintetizzatori come, ad esempio, il Casio VL-1. Fu la prima azienda al mondo, nel 1957, ad immettere sul mercato una calcolatrice compatta completamente elettronica.

## Storia

### Albori

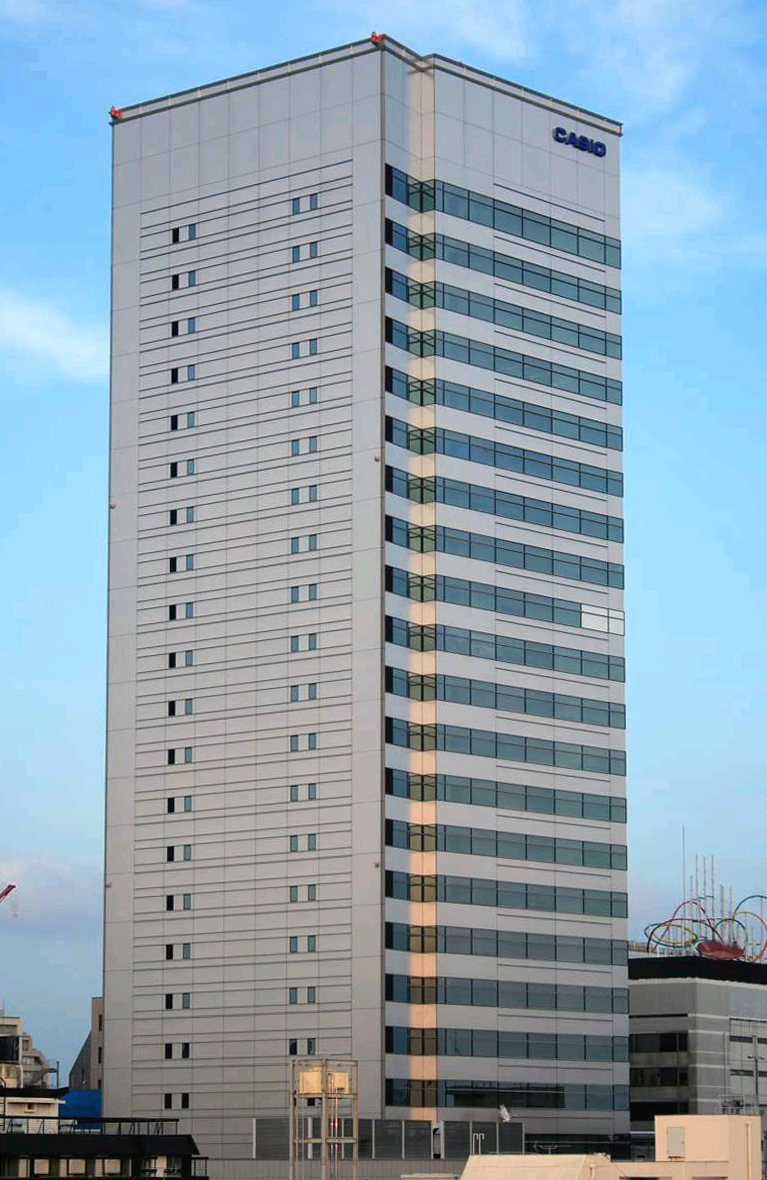
Sede Casio a Tokyo, Giappone.

L'azienda fu fondata col nome di Kashio Seisakujo nell'aprile del 1946 da Tadao Kashio, di professione ingegnere. Il primo prodotto brevettato da Kashio fu il "tubo yubiwa", un anello che poteva contenere una sigaretta, consentendo a chi lo indossava di fumare la sigaretta fino al filtro, lasciando le mani libere.
In un paese fortemente impoverito come il Giappone dopo la seconda guerra mondiale le sigarette erano un bene prezioso e l'invenzione fu un successo.

### Calcolatrici

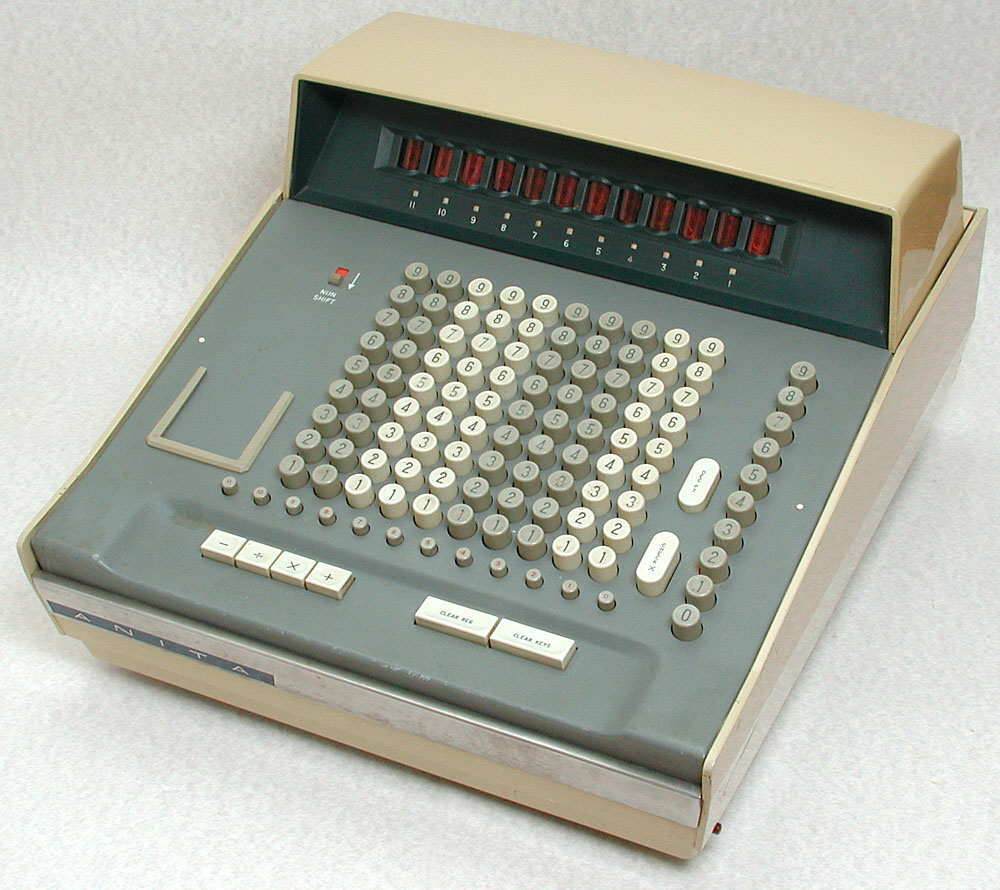
Una calcolatrice con "tastiera completa": ANITA Mk. VIII di Bell Punch/Sumlock (1961)

Dopo aver visto le calcolatrici elettriche al primo Business Show, nel quartiere di Ginza a Tokyo nel 1949, Kashio ed i suoi fratelli più giovani (Toshio, Kazuo e Yukio), utilizzarono i profitti derivanti dalla pipa yubiwa per sviluppare calcolatrici. La maggior parte delle calcolatrici all'epoca erano meccaniche ed erano azionate o a mano (con una manovella) oppure usando un motore elettrico. Toshio possedeva una certa conoscenza dell'elettronica e pensò di costruire una calcolatrice usando i solenoidi: la calcolatrice da scrivania fu pronta nel 1954 e fu la prima calcolatrice elettromeccanica realizzata in Giappone. La maggiore innovazione di questa nuova calcolatrice fu l'adozione del tastierino numerico a 10 tasti; in quel momento altre calcolatrici usavano una "tastiera completa", il che significava che ogni posto nel numero aveva nove cifre. Un'altra innovazione peculiare fu l'uso di una sola finestra di visualizzazione al posto delle tre finestre di visualizzazione (una per ciascun argomento e una per la risposta) utilizzate da altre calcolatrici.
Casio Computer Co., Ltd. fu costituita nel giugno 1957. Quell'anno, Casio immise sul mercato il modello 14-A, venduto per 485 000 yen, la prima calcolatrice compatta interamente elettrica al mondo, basata sulla tecnologia a relè.

### Strumenti musicali
Negli anni '80, i prodotti elettronici a basso costo e la linea di strumenti musicali, come la tastiera elettronica, divennero popolari grazie ai prezzi accessibili garantiti da Casio.

### Orologi
L'azienda è anche diventata famosa per l'ampia varietà e l'innovazione dei suoi orologi da polso. Casio infatti è stato uno dei primi produttori di orologi al quarzo, sia digitali che analogici. Iconici furono anche gli orologi da polso Casio dotati di calcolatrice. L'azienda è stata poi tra le prime a commercializzare orologi in grado di visualizzare il tempo in diversi fusi orari, di produrre orologi con sensore di temperatura, di pressione atmosferica, d'altitudine e persino in grado di visualizzare le coordinate del sistema di posizionamento globale.

### Fotocamere digitali
Una serie di notevoli innovazioni nel campo delle fotocamere digitali sono state fatte proprio da Casio, tra cui la QV-10, la prima fotocamera digitale consumer con uno schermo LCD sul retro (sviluppato da un team guidato da Hiroyuki Suetaka nel 1995), la prima fotocamera da tre megapixel per il mercato consumer, il primo vero modello ultra-compatto, e la prima fotocamera digitale ad incorporare la tecnologia delle lenti in ceramica.

## Prodotti

### Calcolatrici

#### Calcolatrici scientifiche

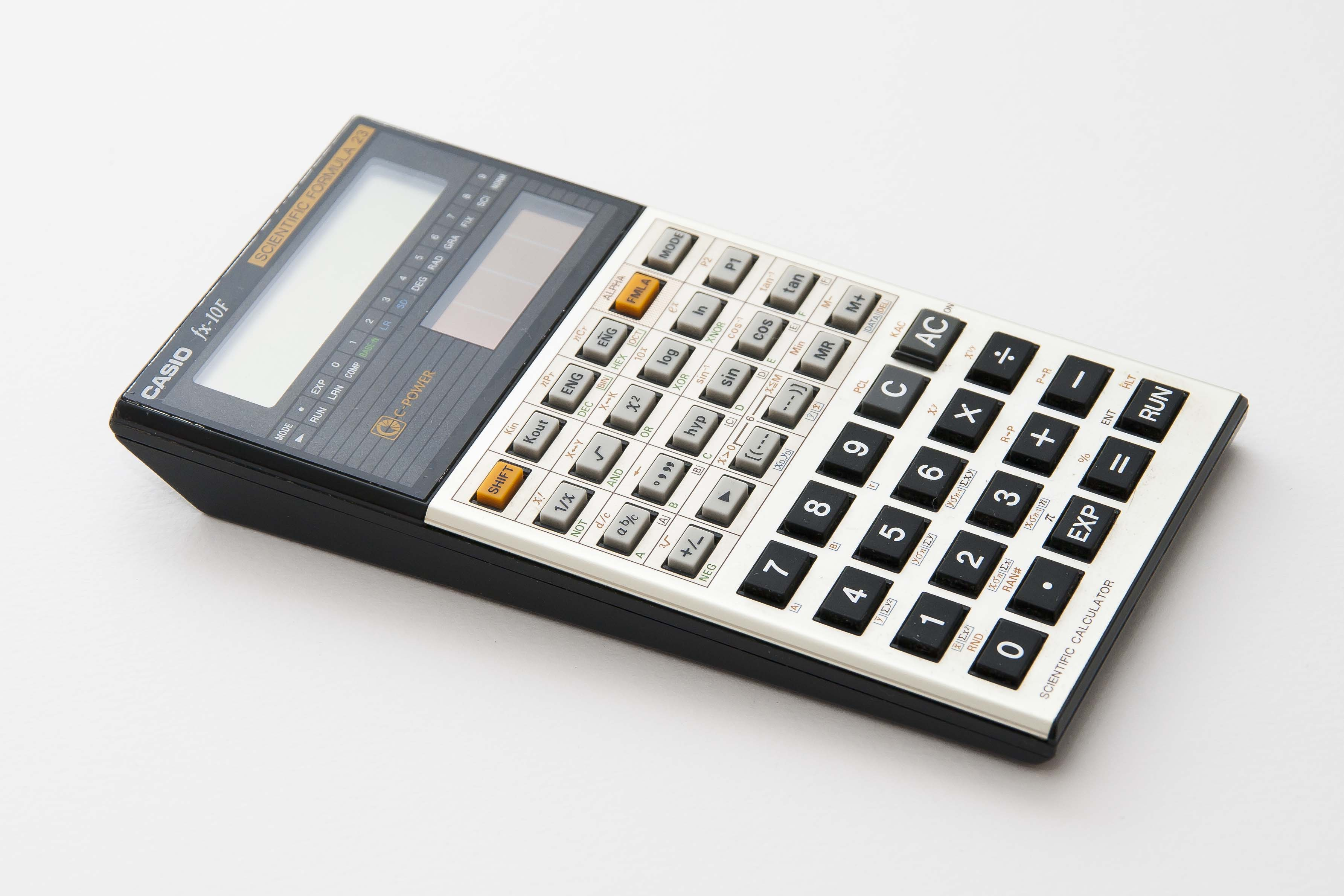
Calcolatrice scientifica Casio degli anni Ottanta

- Calcolatrici Casio con funzioni grafiche
  - Casio 9860 series
  - Casio 9860 series
  - ClassPad 300 Plus / 330
  - Casio ClassPad 300#fx-CP400
  - fx-CG10 / 20 / 50
  - fx-CG500
  - Algebra FX 2.0 Plus
  - fx 1.0 Plus
  - CFX-9850GC Plus
  - CFX-9850GB Plus
  - CFX-9800G
  - fx-9750G Plus / GII
  - fx-8500G, 8000G
  - fx-7500G, 7400G Plus / GII
  - fx-7000G (1985)
  - VI-9850GB Plus
  - RM 7000/9000
- Calcolatrici Casio con funzioni di programmazione
  - fx-5800P, 3950P, fx-3650P, 50F Plus (anni 2000)
  - fx-4500PA, 4500P
  - fx-5500LA, 5500L
  - fx-3900PV, 3900P (anni '90)
  - fx-4800P
  - fx-3600P (1980s)
  - fx-4000P, 3500P, 3800P, fx-5000F, 50F (fine anni '80)
  - fx-850P
  - fx-702P (1981)
  - fx-603P, FX-602P (1981)
  - fx-180P, 390PV (Programmabile) (inizio anni '80), fx-180PV,
  - fx-502P, 501P (1979)
- Calcolatrici Casio professionali
  - fx-FD10 Pro (2014) (Calcolatrice per calcoli di ingegneria civile)
  - fx-991EX, fx-991ES/115ES, 570EX, 350EX, 82EX (inizio 2015)
  - fx-JP900, JP700, JP500 (fine 2014) (solo in Giappone)
- Calcolatrici Casio con monitor LCD (a riga singola)
  - fx-65 (metà anni '90)
  - fx-95 (metà anni '90)
  - fx-991D, 570D, 115D, 100D (prima metà anni '90)
  - fx-82D, 250D, 82LB, 82SUPER, 82SX, 82SOLAR (metà anni '90)
  - fx-992V, 992VB, 991V, 115V, 85V; fx-991H, 911H (primi anni '90)
  - fx-991N, 911N, 115N, 85N; fx-250C, fx-570C (fine anni '80)
  - fx-991M, 115M, 85M; fx-451M (fine metà anni '80)
  - fx-650M; fx-580; fx-100C, 82C (fine metà anni '80)
  - fx-570, 100, 350, 77 (prima metà anni '80)
  - fx-82, 82B, 82L, fx-58 (primi anni '80)
  - fx-2000, 2200, 2500, fx-48 (fine anni '70)
- Calcolatrici Casio con monitor Digitron
  - fx-1, 2, 3 (modello da scrivania); fx-10 (portatile) (prima metà anni '70)
  - fx-11, 15, 20, 101, 17, 19, 102, 1000, PRO fx-1, PRO-101 (metà anni '70)
  - fx-21, 29, 31, 39, 120, 140 (fine metà anni '70)
  - fx-201P, 202P (Programmabile) (metà anni '70)

#### Calcolatrici comuni
- Con display LCD
  - Calcolatrici da tavolo
    - DS-3TS, DH-160, DV-220, DJ-240D, DJ-120D, MJ-120D, MW-8V (anni 2000)

  - Calcolatrici tascabili
    - JS-140TVS, NJ-120D, SL-1000TW, HL-122TV (anni 2000)
    - HL-810 (1985)
    - SL-800 (FILM CARD) (1983)
    - LC-78 (MINI-CARD) (1978)

  - Calcolatrici con stampante
    - HR-100TM, DR-210TM (anni 2000)
- Calcolatrici Casio con monitor Digitron / display LED
  - Calcolatrici da tavolo
    - AL-1000 (1967)[5]

  - Calcolatrici tascabili (anni '70)
    - CM-601 (MINI)
    - CM-606 (Personal MINI)
    - 101-MR
    - Y-811 (Memory-8R)
    - AL-8 (inserimento frazioni)
    - H-813 (Personal M-1)
    - CQ-1 (con funzione oraria)

### Orologi

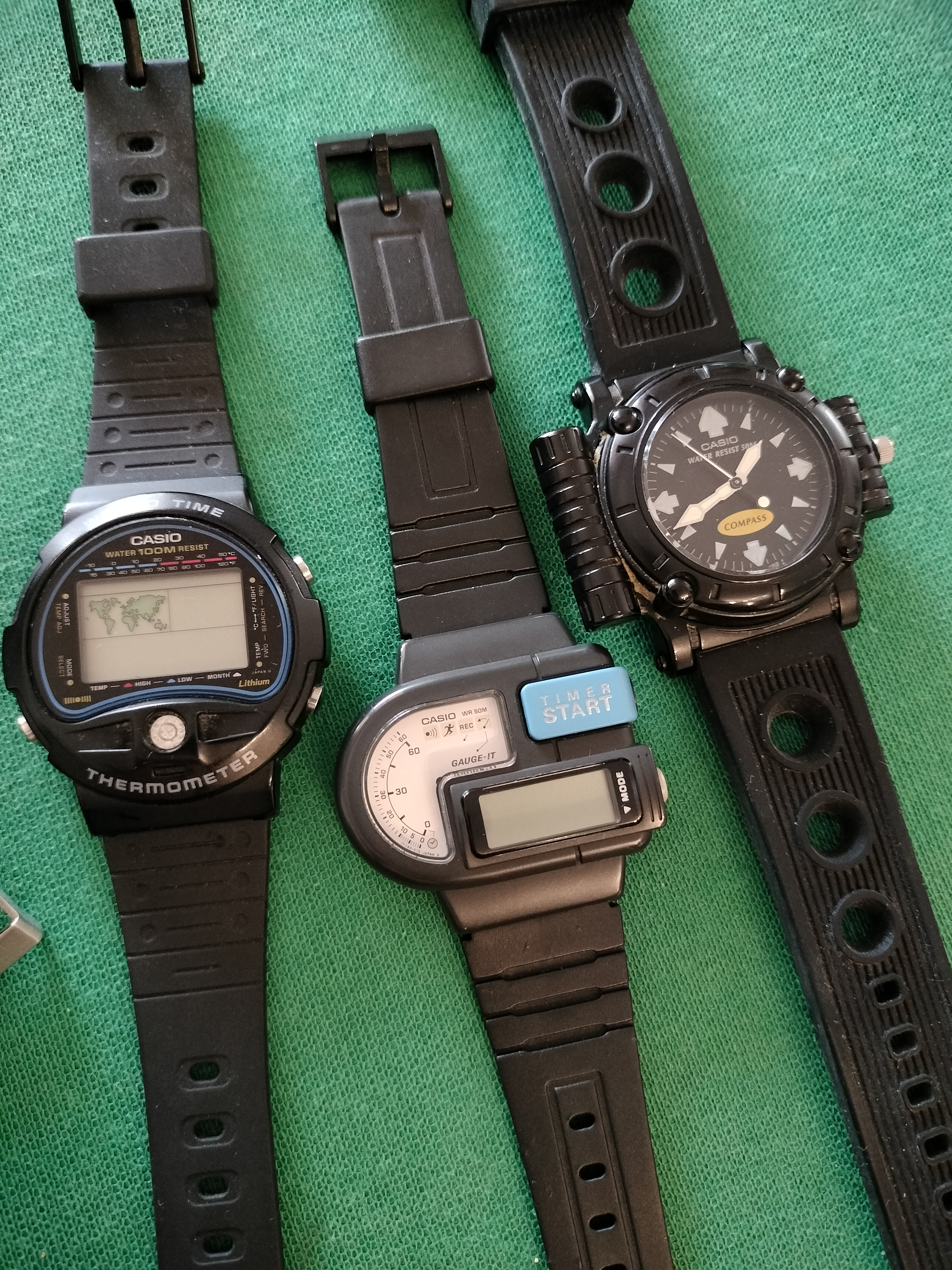
Casio vintage al quarzo

La Casio è una delle quattro maggiori aziende giapponesi per la produzione di orologi da polso, leader mondiale nel campo degli orologi digitali a cristalli liquidi e attiva anche nella produzione a lancette.

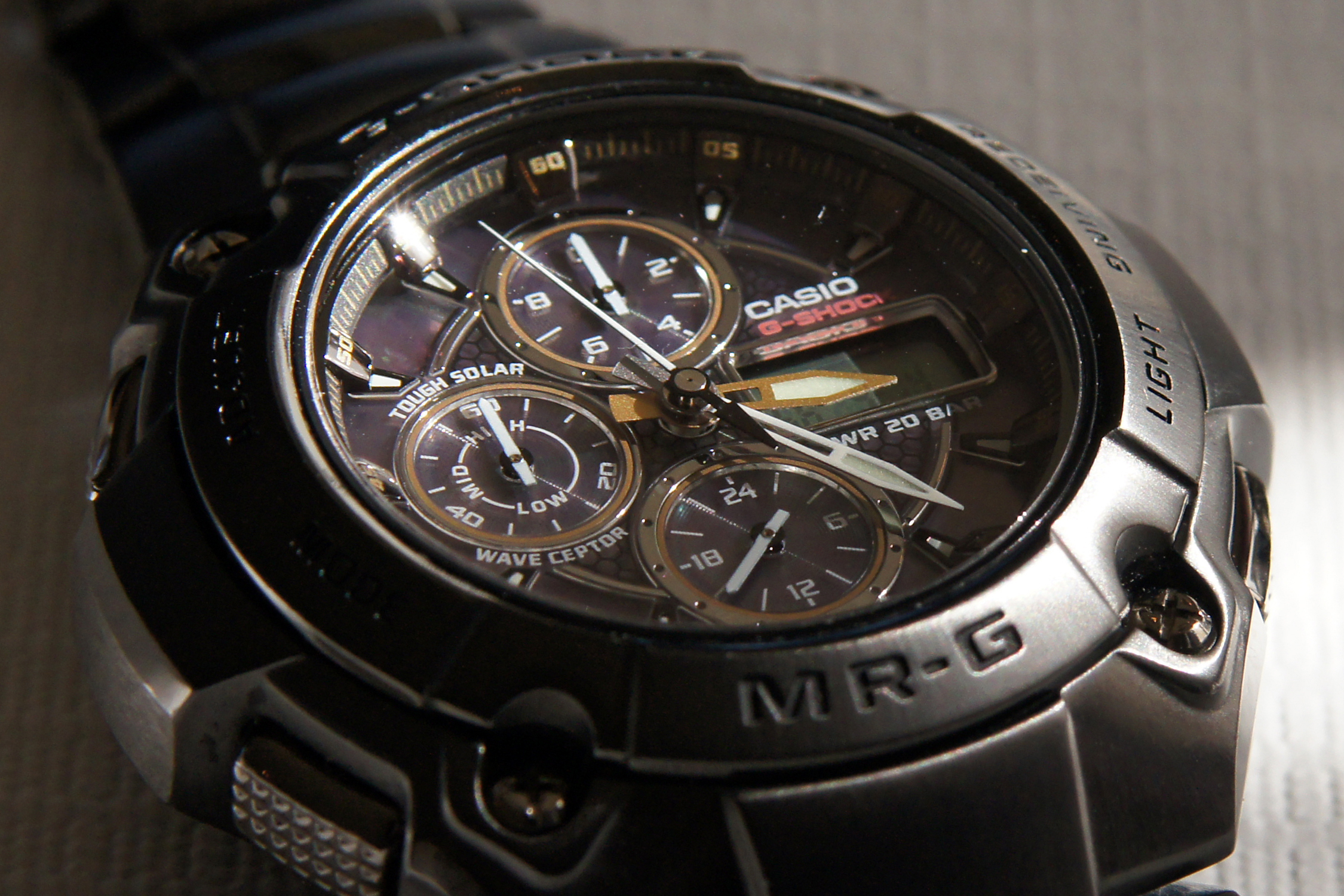
G-Shock modello G MRG-7100BJ-1AJF

In base alle caratteristiche, gli orologi Casio vengono suddivisi in serie. Le più famose sono la serie G-Shock (caratterizzata da elevata capacità di resistenza alle sollecitazioni meccaniche, alle scariche elettriche e ai campi elettromagnetici, inoltre da affissione dicroica, elevata durata e caratteristiche di impermeabilità fuori dal comune), e la serie PRO-TREK (abbreviativo di Professional Trekking, che sta ad indicare quella serie di orologi dotati di accessori come bussola, barometro, altimetro, termometro, profondimetro ecc.). Ultimamente invece stanno prendendo piede modelli di G-Shock con funzioni miste dei PRO-TREK, come il casio G-9300 o il modello GW-9200.
Altre serie sono la Baby-G (serie analoga alla G-Shock ma indirizzata a un pubblico femminile), la EDIFICE (orologi e cronografi a lancette o ibridi lancette/cristalli liquidi), la Sea-Pathfinder (con funzioni indirizzate all'utilizzo nautico quali calcolo di fasi lunari e di maree, timer per regate ecc.), la Phys (in grado di funzionare da cardiofrequenzimetro e trainer elettronico) e la F (di cui fa parte l'iconico F-91W). 

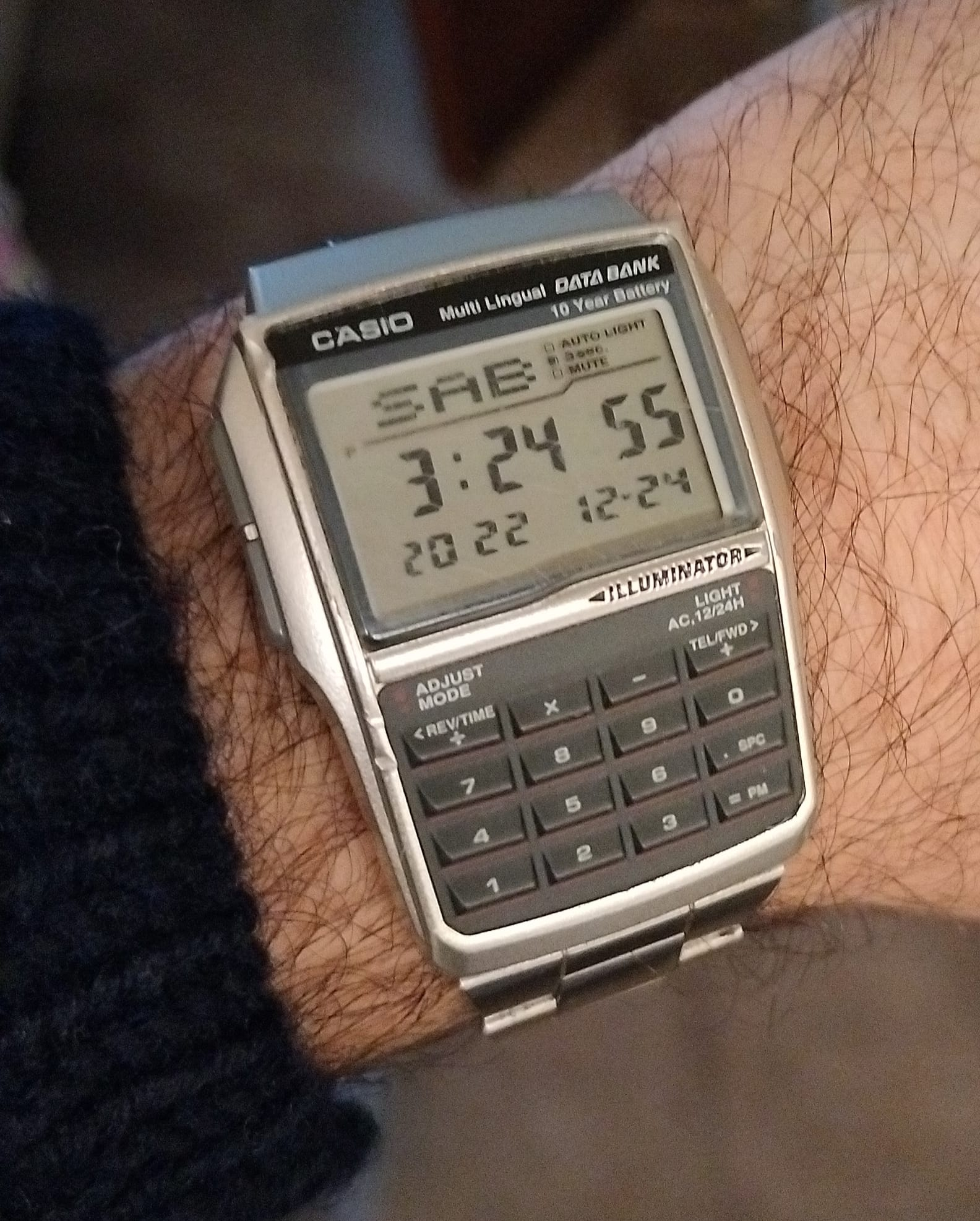
Casio DBC-32 con funzione calcolatrice, rubrica, allarme, secondo fuso orario e convertitore valute

Negli anni ottanta, l'azienda mise in commercio il modello Casio CA-53W-1ER, che disponeva di una calcolatrice. Il modello Casio CA-50 è diventato famoso per essere stato al polso di Michael J. Fox nel film "Ritorno al futuro".
Lo sviluppo maggiore dell'azienda si ebbe nel gennaio 1983, quando fu lanciato il primo orologio digitale della serie G-Shock e, successivamente, nel marzo del 1998, quando fu lanciata anche la serie PRO-TREK con il PRT40-BV. Risale a fine anni Ottanta, invece, l'Alti-Deph Meter ARW 320, un orologio analogico/digitale in grado di registrare altitudine, profondità, tempi cronografici, barometro e sveglia.

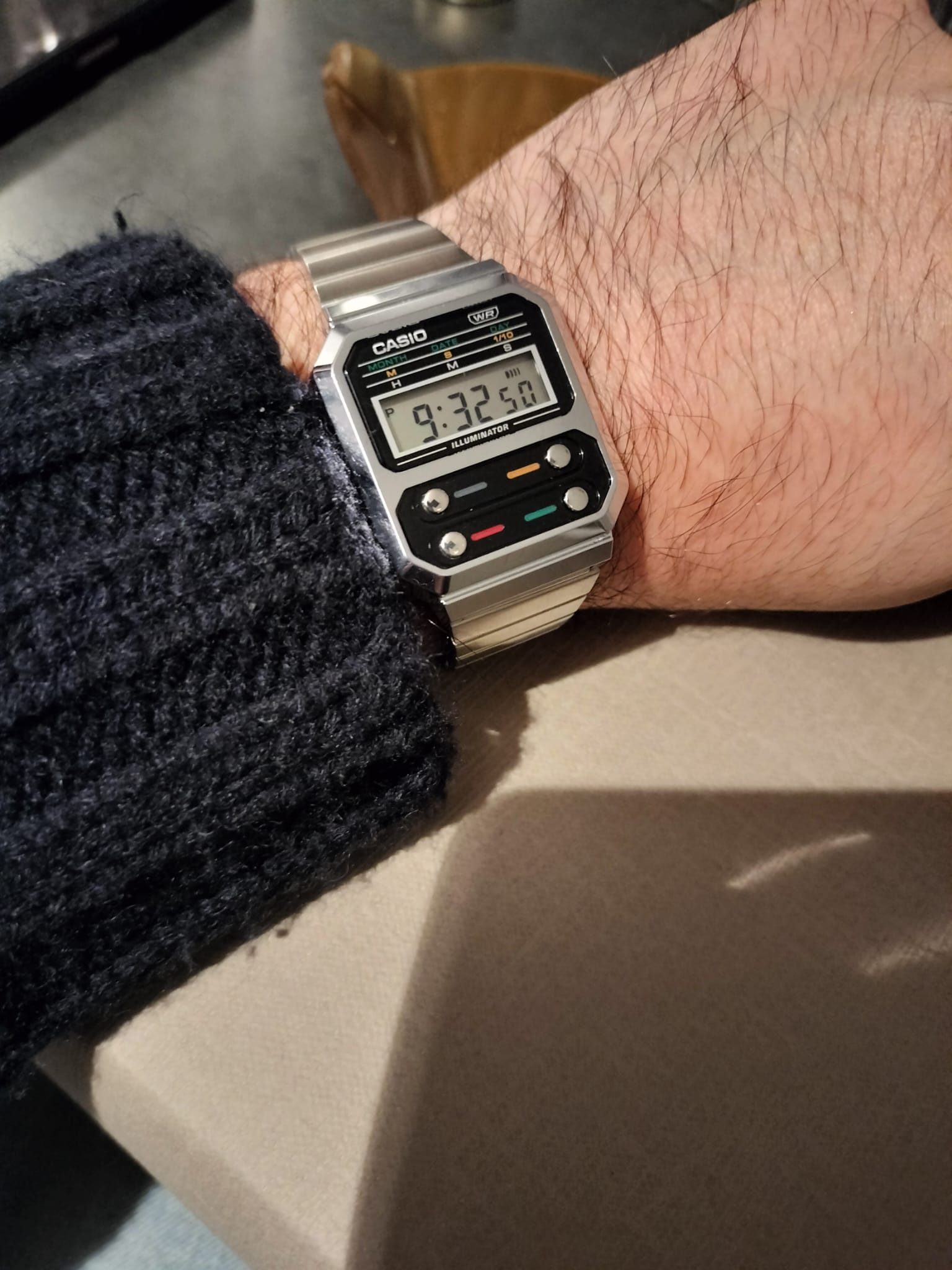
Casio A100WE-1A

Tutti gli orologi della Casio utilizzano esclusivamente il movimento al quarzo. L'energia elettrica necessaria al funzionamento è fornita da una normale batteria o dal sistema "Tough Solar", dove un piccolo pannello solare è integrato nel quadrante e, quando esposto alla luce, genera una corrente che carica una batteria tampone, eliminando così la necessità di sostituire la pila quando si scarica.
Alcuni orologi sono contrassegnati dalla funzionalità Multiband 6, nome commerciale con cui Casio si riferisce al radiocontrollo: la data e l'ora si sincronizzano automaticamente con un segnale orario, basato su precisi orologi atomici, fornito da apposite stazioni trasmittenti presenti in vari punti del globo. Gli orologi Casio in Italia si sincronizzano prevalentemente col segnale generato da DCF77, ubicato in Germania vicino a Francoforte.

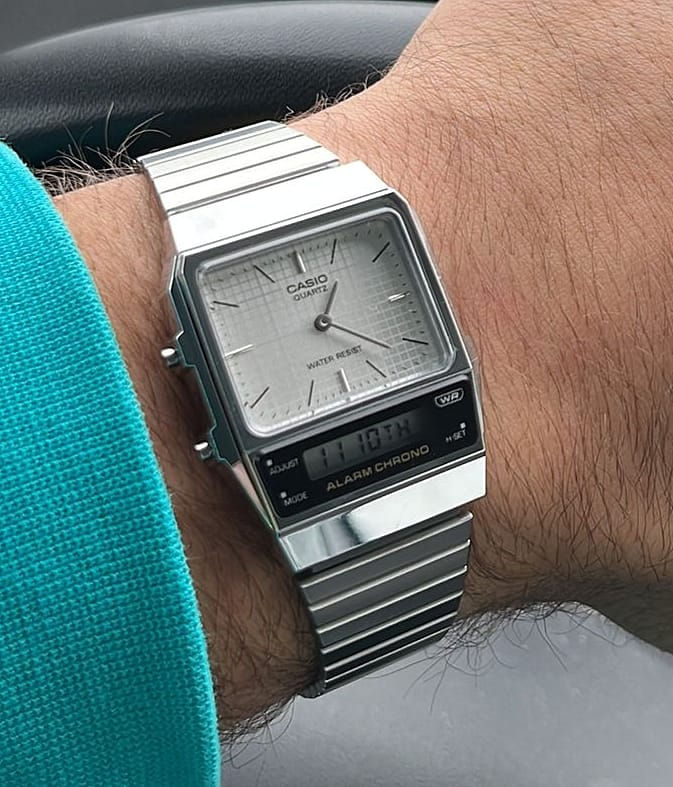
Casio AQ-800E-7AEF

L'azienda produce anche smartwatch Android Wear, con mappe consultabili off-line e la memorizzazione di percorsi tramite GPS.

#### Linee di orologi

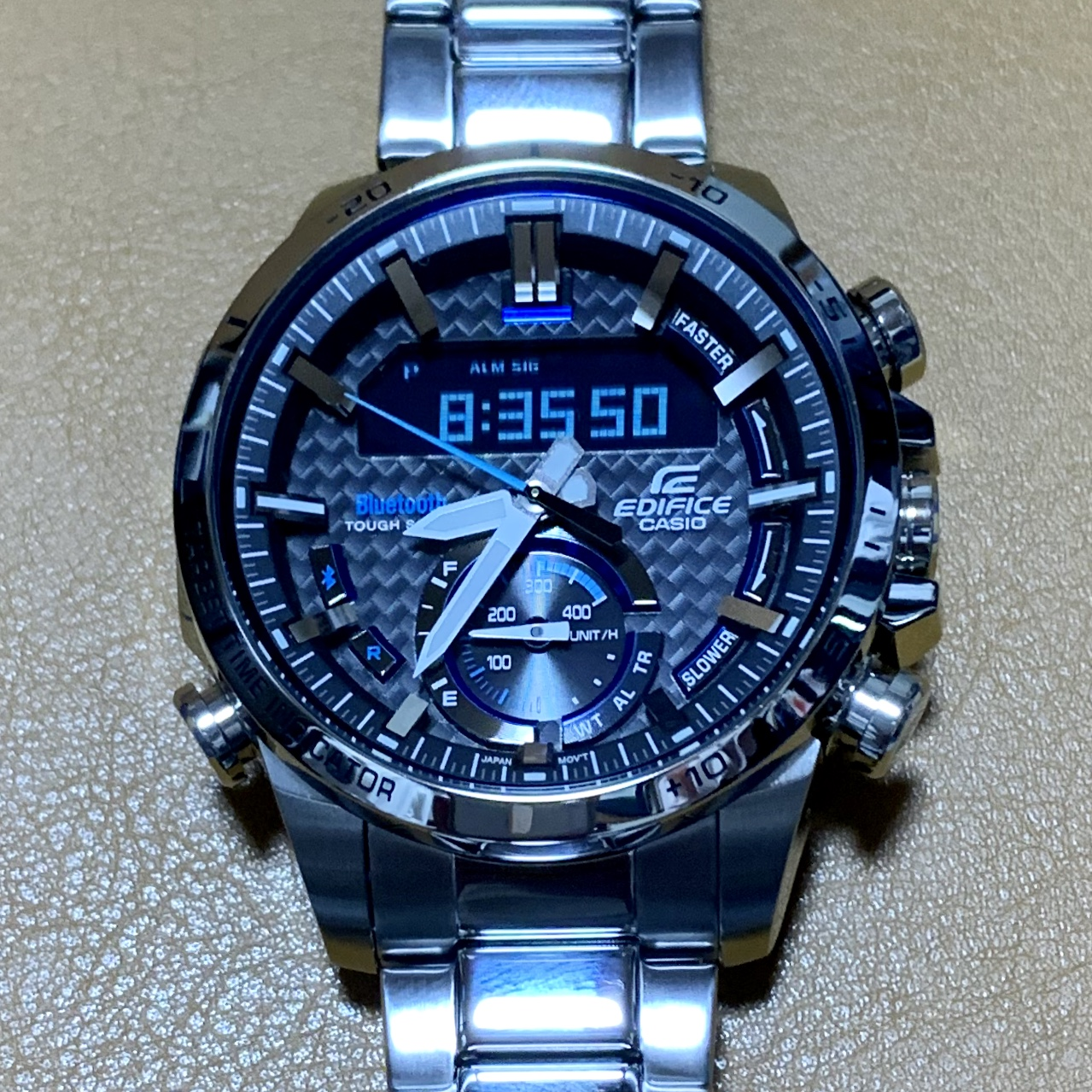
Edifice ECB-800D-1A

- G-Shock
- Baby-G
- Edifice
- Casio Vintage Collection
- Pro Trek
- Radio Controlled
- Casio Sports
- Casio Timeless Collection
- Wake Up Timer
- Sheen

### Videoproiettori
Nel 2010, Casio inizia a produrre videoproiettori con la tecnologia LampFree. 
È l'unica società ad avere l'intera gamma di prodotti con questa tecnologia. Tutti i modelli vengono prodotti in Giappone nella fabbrica di Yamagata.

### Computer

#### Workstation proprietarie
- Σ-8700 "Kanji Office Computer" (1979)[9]

### Computer palmari
Il Casio PB-1000 è un computer palmare prodotto nel 1987 con CPU Hitachi HD61700 (CMOS) e schermo incorporato LCD da 32 x 4 caratteri (192 x 32 Pixel).
- Cassiopeia
- Serie PV
- Serie SF
- Serie FX

#### Home computer
- PV-2000 (1983), simile ai computer MSX

#### Con processori CP/M e Z80
- FP1000 (1983)
- FP1100 (1983)

#### Compatibili IBM
- FP6000 (1985)
- FP4000
- FP4100
- FX9000

#### Workstation UNIX

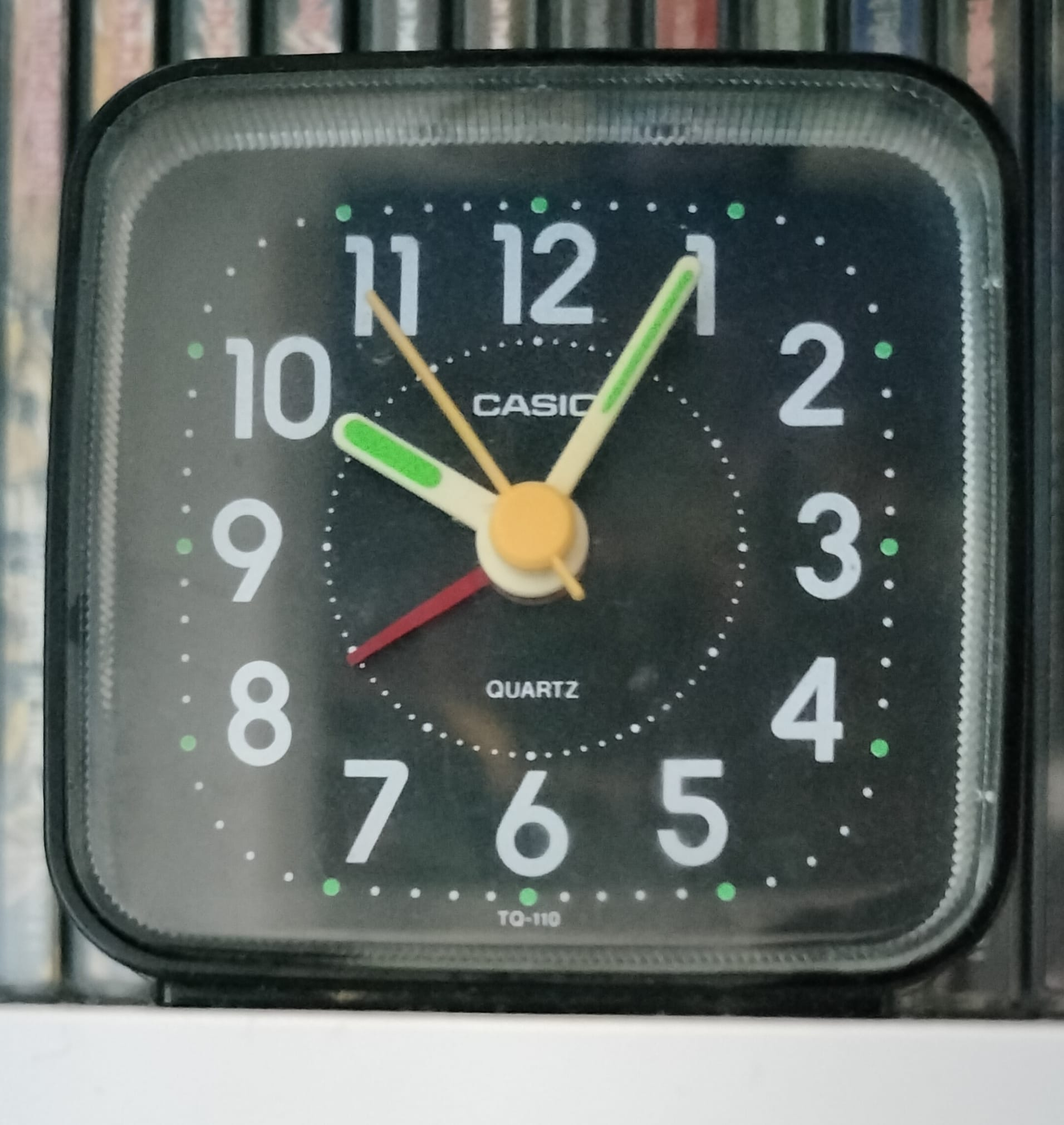
Orologio Casio da tavolo

- Serie SX-1000 (1986)[10]

### Strumenti musicali
Casio produce anche strumenti musicali a tastiera: Le serie attuali sono denominate 
- PRIVIA e Compact stage piano e pianoforti portatili
- CELVIANO Pianoforti digitali con mobile
- CELVIANO Grand Hybrid Pianoforti digitali con mobile e tastiera in legno.
- Sintetizzatori CT-X
- Arranger Keyboards
- Tastiere Oriental, Key Lighting, Standard e mini a basso costo

Negli anni '80 ha prodotto la serie CZ di sintetizzatori a distorsione di fase, in diretta concorrenza con i sintetizzatori Yamaha a sintesi FM.

#### Modelli
- Tastiere
  - CZ-Synthesizer
  - FZ-1 Sampling Synthesizer
  - PT-80 (monofonico, 8 tracce, metà '80)
  - PD-Synthesizer
  - VL 1 Synthesizer
  - ToneBank CT Series
  - LK Series Key Lighting (dal 1997)
  - CTK/WK Series Standard (dal 1990)
  - CTK/WK Series High-Grade (dal 2003)
  - XW Synthesizers (2013)
  - SA Mini Keyboards
  - MZ-X performance arranger (dal 2016)
  - CT-X arranger (dal 2018)
- Pianoforti digitali
  - Privia (dal 2005)
  - Privia Pro Stage (dal 2012)
  - Celviano (dal 2007)
  - Celviano Hybrid/Grand Hybrid (2015)
  - CDP Compact Series (dal 2008)
- Altri strumenti
  - DG-20 chitarra elettrica (1987)

### Fotocamere digitali (1995-2018)
Dal 1995 al 2018 Casio ha prodotto fotocamere digitali compatte ad ottica fissa.
- serie QV
- serie WQV
- serie EX Exilim
- serie TRYX

### Telefoni cellulari

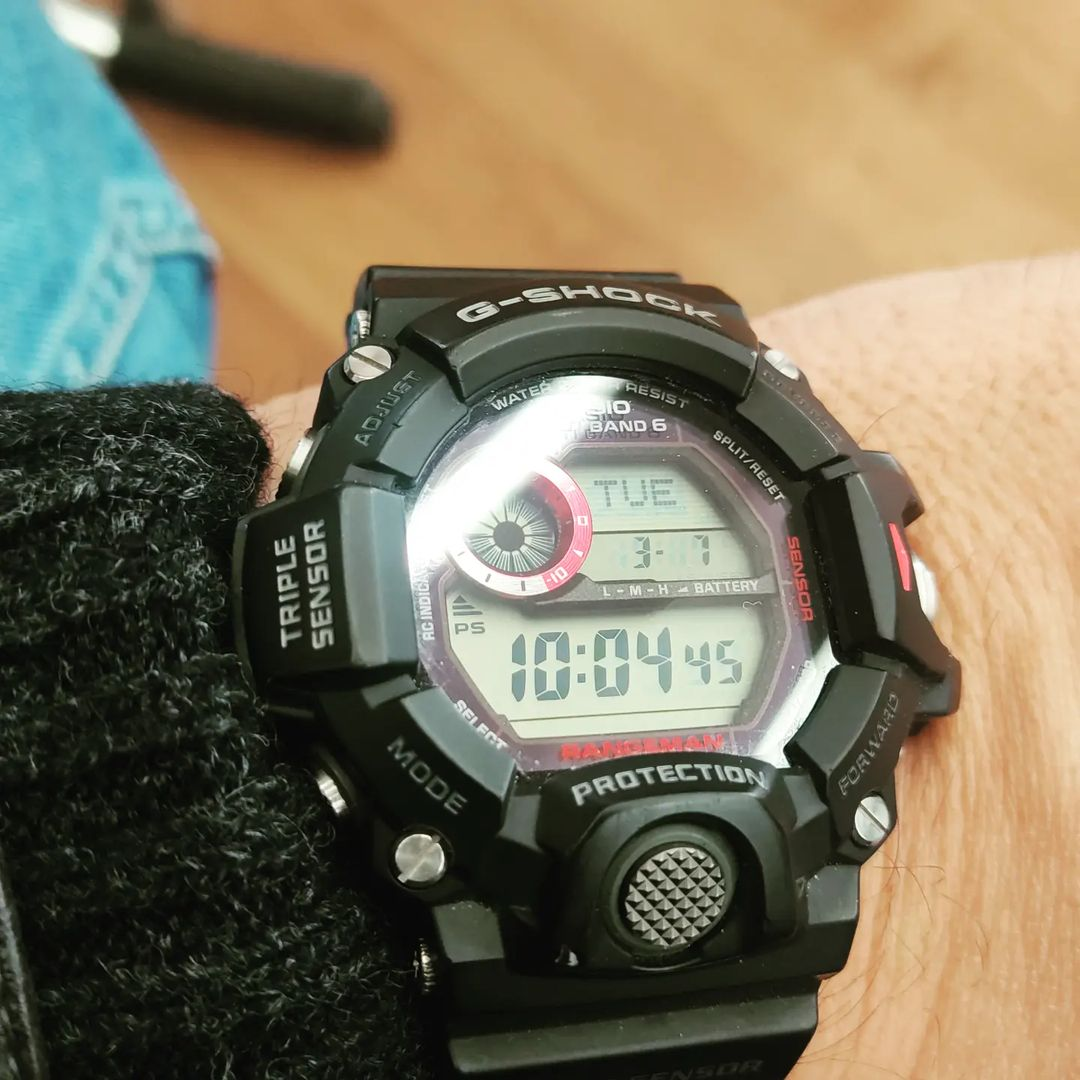
Casio GW-9400 Rangeman

- G'zOne Type-L
- G'zOne Commando
- G'zOne CA-201L

### Console Giochi
- PV-1000 (1983-1984)
- Casio Loopy

### Sistemi di stampa
- Stampanti etichette per CD
- Stampanti etichette

### Dizionari elettronici
- EX-word-Series

### Giochi
• Super Cobra
• Pooyan
• Pachinko UFO